# Busunfall von Lauffen

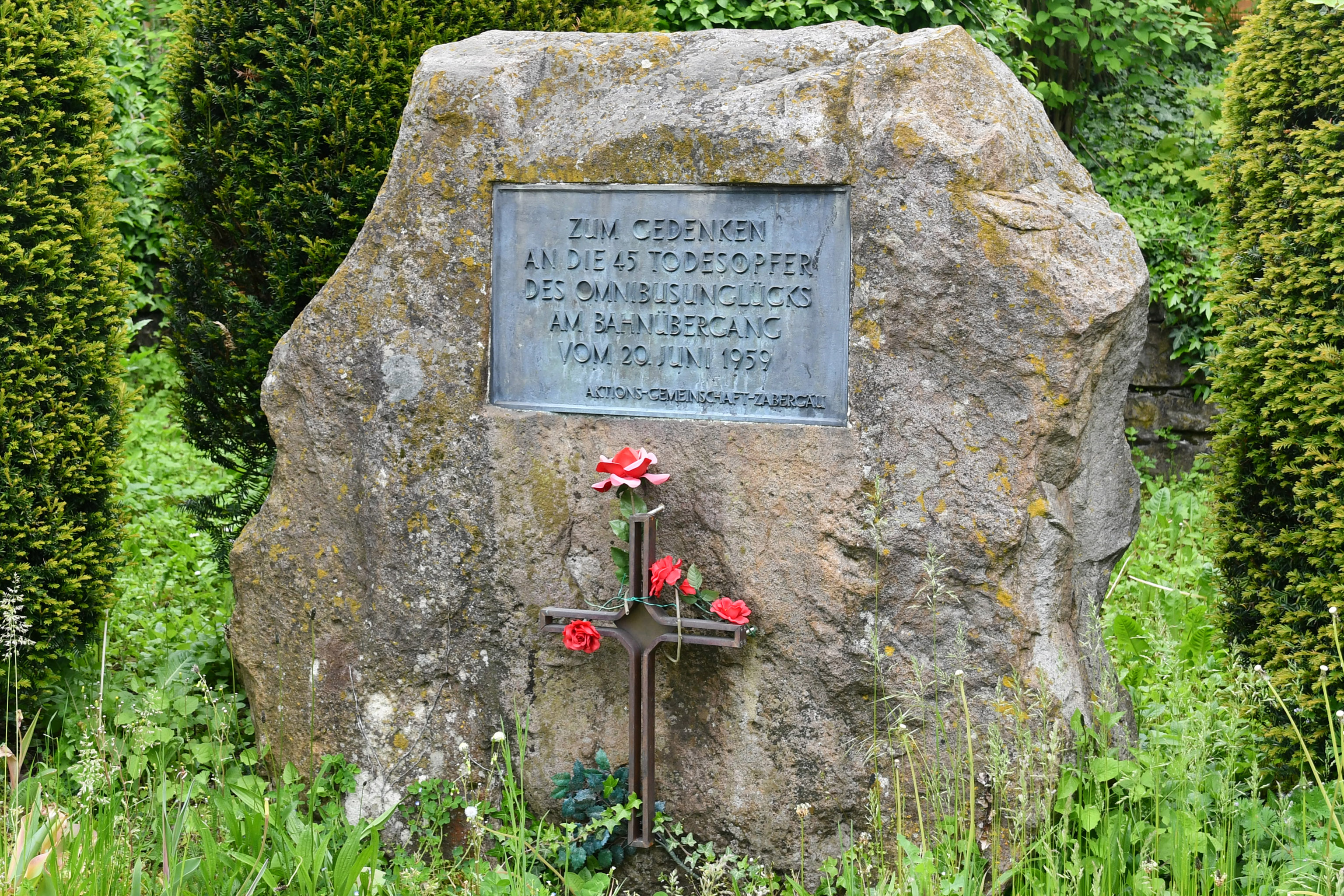
Gedenkstein zur Erinnerung an den Unfall

Der Busunfall von Lauffen war der Zusammenstoß eines Zuges mit einem Linienbus am 20. Juni 1959 an einem Bahnübergang in Lauffen am Neckar, bei dem 45 Menschen starben. Es war der bisher schwerste Busunfall in der Geschichte der Bundesrepublik Deutschland.

## Ausgangslage
Die Zabergäubahn, damals eine Schmalspurbahn von Lauffen am Neckar nach Leonbronn, entsprach nach dem Zweiten Weltkrieg nicht mehr dem Selbstbild der Deutschen Bundesbahn. Diese richtete deshalb ab 1950 einen parallelen Bahnbus-Verkehr ein und dünnte den Fahrplan der Personenzüge mit dem Ziel aus, die Bahnstrecke letztendlich stillzulegen. Die Busse waren aber wegen der mäßigen Straßenverhältnisse noch langsamer als die bereits nicht sehr schnelle Schmalspurbahn. Das führte zu Problemen: Zum einen war die Kapazität eines Busses geringer als die eines Zuges der Zabergäubahn – die Busse waren deshalb oft überfüllt. So war der Bus am Unfalltag nur für 59 Personen zugelassen, beförderte aber 71 Fahrgäste. Zum anderen waren die Umsteigezeiten zu den Zügen der Frankenbahn im Bahnhof Lauffen (Neckar) sehr schlecht abgestimmt. Der Bus, der in den Unfall verwickelt war, hatte eine Planankunft in Lauffen zu der Minute, zu der der E 867 von Tübingen über Stuttgart nach Würzburg in Lauffen abfuhr. Allerdings war es den Busfahrern wohl häufiger gelungen, einige Minuten früher anzukommen, so dass ihre Fahrgäste den Zug noch erreichten. In der Gegenrichtung war ein Elektrotriebwagen, Et 4864 unterwegs, der Lauffen um 17:27 Uhr verlassen hatte. Die Frankenbahn war damals zwischen Stuttgart und Heilbronn bereits elektrifiziert.
Der Weg des Bahnbusses querte kurz vor Lauffen, bei Streckenkilometer 39,1 der Hauptstrecke, einen beschrankten, dreigleisigen Bahnübergang. Hier verliefen die beiden Gleise der zweigleisigen, normalspurigen Frankenbahn parallel zu dem einen Gleis der Zabergäubahn. Der Bahnübergang wurde durch einen Schrankenwärter in Streckenposten 47 gesichert. Ein herannahender Zug wurde ihm von den benachbarten Fahrdienstleitern telefonisch gemeldet. Daraufhin musste er im angemessenen zeitlichen Abstand, bevor der Zug den Bahnübergang befuhr, die Schranken schließen. Das geschah mit einer Handkurbel mechanisch und nahm etwa 12–15 Sekunden in Anspruch. Die Fahrzeit eines Zuges vom südlich nächstgelegenen Bahnhof Kirchheim (Neckar) bis zu dem Bahnübergang betrug knapp unter zwei Minuten.
Die Fahrzeiten des E 867 waren auf die Traktion mit einer Dampflokomotive der Baureihe 38 abgestimmt. Umlaufbedingt kamen aber hin und wieder auch die viel stärkeren Schnellzuglokomotiven der Baureihe 01.10 zum Einsatz, wodurch der Zug schneller beschleunigen konnte. So wurde auch am Unfalltag der Zug von der 01 1094 gezogen. Aufgrund zahlreicher Unstimmigkeiten der Aufzeichnungen und der Uhren, die die Beteiligten verwendeten, war anschließend der sekundengenaue Ablauf der Ereignisse zwischen 17:28 und 17:32 Uhr nicht mehr zu klären.

## Unfallverlauf
Als der E 867 den Bahnhof Kirchheim (Neckar) durchfuhr, meldete der dortige Fahrdienstleiter das dem Streckenposten 47. Aus später nicht mehr klärbarer Ursache zögerte dieser das Ablassen der Schranken aber hinaus. Als er damit begann, näherte sich straßenseitig der Bus, in der Gegenrichtung ein Pkw. Der Schrankenwärter hielt mitten in seiner Arbeit noch einmal kurz inne, was der Pkw-Fahrer als Aufforderung betrachtete, den Bahnübergang noch zu queren. Bahnseitig näherte sich der Eilzug, dessen Lokomotivführer aus einer Entfernung von 150–180 Metern bemerkte, dass die Schranke nicht geschlossen war, Warnpfiffe und eine Schnellbremsung auslöste. Als der Schrankenwärter die Warnpfiffe hörte, arbeitete er weiter. Aber auch der Bus hatte versucht, noch durchzukommen: Der Schrankenbaum auf der Einfahrseite des Busses in den Bahnübergang traf ihn oberhalb der Windschutzscheibe auf dem Dach. Die Lokomotive erfasste den Bus bei einer Geschwindigkeit von etwa 80 km/h und schleifte ihn über 400 Meter mit. Dabei wurde auch die Oberleitung beschädigt: Es kam zu einem Kurzschluss mit folgendem Stromausfall, so dass der Et 4864 im Bahnhof Kirchheim (Neckar) um 17:32 Uhr liegen blieb.

## Folgen

### Unmittelbare Unfallfolgen
Das Unglück forderte 45 Todesopfer. 37 Menschen, darunter der Busfahrer, starben sofort oder am folgenden Tag; acht weitere erlagen in den Wochen danach ihren Verletzungen. 26 weitere Personen überlebten schwer verletzt. Lediglich ein Bus-Insasse kam mit leichten Verletzungen davon.

### Juristische Aufarbeitung
Angeklagt wurden vor dem Landgericht Heilbronn der Schrankenwärter und der Pkw-Fahrer, der kurz vor dem Bus bei heruntergehenden Schranken den Bahnübergang mit seinem Fahrzeug befuhr. Der Pkw-Fahrer wurde wegen Gefährdung des Eisenbahnverkehrs und unterlassener Hilfeleistung angeklagt. Das Strafverfahren begann am 30. November 1959. In der Verhandlung wurden gravierende Mängel bei den Sicherheitsvorkehrungen im Betriebssystem der Deutschen Bundesbahn und bei der Qualität der Aufzeichnungen über Betriebsabläufe aufgedeckt: Der Schrankenwärter besaß keine genau gehende Uhr und auch im Bahnhof Kirchheim und in den Schaltwerken zum Abschalten der Fahrleitung wurden immer wieder gravierende Ungenauigkeiten bei den dort vorhandenen Uhren festgestellt. Geräte zur technischen Aufzeichnung von Betriebsabläufen waren teilweise defekt oder bekanntermaßen ungenau. Ebenso war in den damals gültigen Dienstvorschriften nicht geklärt, zu welchem Zeitpunkt die Schranken definitiv hätten geschlossen sein müssen. In erster Instanz wurden sowohl der Pkw-Fahrer als auch der Schrankenwärter freigesprochen.
Dieses Urteil wurde 1960 vom Bundesgerichtshof hinsichtlich des Schrankenwärters teilweise aufgehoben. Der Schrankenwärter wurde schließlich 1961 wegen fahrlässiger Tötung zu einer Freiheitsstrafe von 9 Monaten auf Bewährung verurteilt.

### Verkehrliche Folgen
Der Unfall erhöhte den öffentlichen Druck auf das Land Baden-Württemberg und die Deutsche Bundesbahn, den Verkehr wieder auf die Zabergäubahn zu verlagern und attraktiver zu gestalten. Es war mit ausschlaggebend dafür, dass die Zabergäubahn von 1964 bis 1965 auf Normalspur umgespurt wurde.
Außerdem wurde der Bau einer Umgehungsstraße für die Stadt Lauffen gezielt voran getrieben.
Der Bahnübergang ist heute nicht mehr schienengleich, sondern wurde durch eine Unterführung der Straße ersetzt.

### Gedenken
Horst Siebeckes Schallplatte des Jahres 1959 erinnerte an den Unfall als eines der wesentlichen Ereignisse des Jahres. Später wurde ein Gedenkstein an der Unfallstelle errichtet. Zum 50. Jahrestag fand eine große Gedenkfeier statt.